# ウェンデル・ブライアント
ウェンデル・ブライアント（Wendell Bryant 1980年9月12日- ）はミネソタ州ミネアポリス出身のアメリカンフットボール選手。ポジションはディフェンシブタックル。2000年代のNFLドラフトでのバスト（期待はずれ）の1人。

## 経歴
ミズーリ州セントルイスの高校を卒業後、ウィスコンシン大学に進学した。3,4年次には、ビッグ・テン・カンファレンスの最優秀ディフェンシブラインマンに選ばれた。
2002年のNFLドラフト1巡目でアリゾナ・カージナルスに指名されて5年750万ドル（550万ドルのサインボーナスを含む）で契約を結び入団、2004年まで3シーズンプレーした。2002年シーズン終了後、マリファナの陽性反応が出たため、NFLのドラッグプログラムを受けた。2003年にもマリファナの陽性反応が出た。また、ウィスコンシン州で、酒気帯び運転で逮捕された。このため、2004年は、開幕から4試合の出場停止処分を受けた。2005年、当時ヘッドコーチだったデニス・グリーンを始め、チームは彼をサポートしようと忠告したが、ブライアントはこれを聞き入れず、パーティーで、エクスタシーを服用した。翌日、NFLは薬物検査を行い、通算3度目の陽性反応が出たため、2005年シーズンは出場停止処分を受け、カージナルスも彼を解雇した。その後彼が、NFLに復帰することはなかった。3シーズンでの出場は、先発9試合を含む29試合でありわずか1.5サックでありNFL全体でも2000年代のドラフトでの期待外れであった選手の1人として名前があがる。
UFLのラスベガス・ロコモティブスのドラフト指名を受け、2009年8月5日に契約を結んだ。同年11月19日、故障者リスト入りした。
2010年は、UFLのオマハ・ナイトホークスに所属した。